# Sables (nouvelle)
Pour les articles homonymes, voir Sables.
Sables (titre original : Beachworld) est une nouvelle de Stephen King parue pour la première fois en 1984 dans le magazine Weird Tales, puis de nouveau publiée en 1985 dans le recueil de nouvelles Brume.

## Résumé
Dans un lointain futur, vers l'an 10 000 après J.-C., Rand et Shapiro, deux astronautes rescapés du crash de leur vaisseau spatial se retrouvent seuls sur une planète entièrement constituée de sable. Rand est rapidement gagné par la folie et refuse de bouger de la dune où il se trouve.
Quelques jours plus tard, un vaisseau vient les secourir mais Rand refuse de quitter la dune. Un androïde est envoyé le chercher mais est victime d'un dysfonctionnement. Shapiro, soupçonnant que le sable de cette planète est anormal, presse le capitaine de faire décoller le vaisseau au plus vite. Le capitaine, désireux d'obtenir une récompense, insiste pour récupérer Rand et envoie un de ses hommes le neutraliser avec un pistolet à fléchettes tranquillisantes. Mais une main faite de sable intercepte la fléchette et, lorsque le capitaine donne enfin l'ordre de décoller, le sable essaie de retenir le vaisseau. Ce dernier arrive néanmoins à échapper au sable in extremis. Rand le regarde disparaître dans le ciel et commence à s'enfourner des poignées de sable dans la bouche.

## Genèse
La nouvelle a été publiée initialement dans le numéro d'automne 1984 du magazine Weird Tales. Elle est ensuite parue dans le recueil Brume